# Слатина (Качаник)
Слатина (алб. Sllatinë) је насеље у општини Качаник, Косово и Метохија, Република Србија.

## Становништво
| Демографија | Демографија | Демографија |
| Година      | Становника  | Становника  |
| ----------- | ----------- | ----------- |
| 1948.       | 427         |             |
| 1953.       | 443         |             |
| 1961.       | 458         |             |
| 1971.       | 493         |             |
| 1981.       | 404         |             |
| 1991.       | 457         |             |